# Anthocoris nigripes
Anthocoris nigripes är en insektsart som beskrevs av Reuter 1884. Anthocoris nigripes ingår i släktet Anthocoris och familjen näbbskinnbaggar. Inga underarter finns listade i Catalogue of Life.